# مقاطعة موتلي (تكساس)
مقاطعة موتلي (بالإنجليزية: Motley  County)‏ هي إحدى المقاطعات في ولاية تكساس، الولايات المتحدة الأمريكية.